# Roy Contout
Roy Contout (Cayenne, 11 februari 1985) is een Franse voetballer die als aanvaller speelt. 
Hij speelde onder andere voor FC Metz, AJ Auxerre en FC Sochaux-Montbéliard. 